# Firestarter : Sous l'emprise du feu
Pour plus de détails, voir Fiche technique et Distribution.
Firestarter : Sous l'emprise du feu ou L'Oiseau de feu au Québec (Firestarter: Rekindled) est une mini-série américaine réalisée par Robert Iscove et diffusée les 10 et 11 mars 2002 sur Sci Fi Channel.
Le roman de Stephen King dont sont inspirés les personnages a été adapté une première fois en 1984 par Mark L. Lester sous le titre Charlie (Firestarter), avec Drew Barrymore dans le rôle de « Charlie » McGee.

## Synopsis
Charlene « Charlie » McGee est une mutante qui possède le don de pyrokinésie (déclencher des feux avec son esprit). Elle a passé son enfance et sa jeunesse à fuir les savants qui sont responsables de la mort de ses parents. Vincent Sforza travaille pour une organisation chargée de retrouver les mutants... Leurs chemins vont donc se croiser et ensemble ils essaieront de survivre afin de mener la vie tranquille dont Charlie rêve depuis toujours...

## Fiche technique
- Titre original : Firestarter: Rekindled (télévision) ; Firestarter 2: Rekindled (DVD)
- Titre français : Firestarter : Sous l'emprise du feu (télévision) ; Firestarter 2 : Charlie, la vengeance (DVD)
- Titre québécois : L'Oiseau de feu
- Réalisation : Robert Iscove
- Scénario : Philip Eisner, d'après le roman Charlie de Stephen King
- Décors : John F. Vallone
- Costumes : Kathleen Detoro
- Photographie : David Boyd
- Montage : Casey O. Rohrs
- Musique : Randy Miller
- Production : Jeffrey Morton et Tom Thayer
- Sociétés de production : USA Films et USA Cable Network
- Budget : 10 millions de dollars
- Pays d'origine :  États-Unis
- Langue originale : anglais
- Format : couleur - 35 mm - 1,78:1 - son stéréo
- Genre : Film d'horreur, thriller, science fiction
- Durée : 168 minutes
- Dates de premières diffusions :
  - États-Unis : 10 et 11 mars 2002 sur Sci Fi Channel
  - France : 9 décembre 2002 sur M6
  - Québec : juillet 2007 sur Mystère
- Déconseillé aux moins de 12 ans lors de sa diffusion en France.

## Distribution
- Marguerite Moreau (VF : Laura Blanc) : Charlene « Charlie » McGee
- Malcolm McDowell (VF : Jean-Pierre Moulin) : John Rainbird
- Dennis Hopper (VF : Patrick Floersheim) : James Richardson
- Danny Nucci (VF : Alexis Victor) : Vincent Sforza
- Skye McCole Bartusiak (VF : Camille Donda) : Charlie McGee enfant
- John Dennis Johnston (VF : Philippe Ariotti) : Joel Lowen
- Darnell Williams (VF : Maurice Decoster) : Gil
- Ron Perkins (VF : Thierry Murzeau) : l'agent spécial Pruitt
- Deborah Van Valkenburgh (VF : Isabelle Leprince) : Mary Conant
- Dan Byrd (VF : Jordan Chir) : Paul
- Travis Charitan : Cody
- Scotty Cox (VF : Kévin Sommier) : Andrew
- Emmett Shoemaker : Edward
- Devon Alan (VF : Gilles Prigent) : Max
- Eric Jacobs (VF : Gwenaël Sommier) : Jack
- Joey Miyashima : le secrétaire

Source et légende : Version française (VF) sur Doublagissimo

## Distinctions
Nomination au prix du meilleur casting pour une mini-série, par la Casting Society of America en 2002.

## Autour de la mini-série
Le tournage s'est déroulé à Ogden, Salt Lake City et San Diego.
Cette mini-série produite par Sci Fi devait être le pilote d'un nouvelle série mais le faible taux d'audience a mis fin au projet.